# Cheval d'artillerie

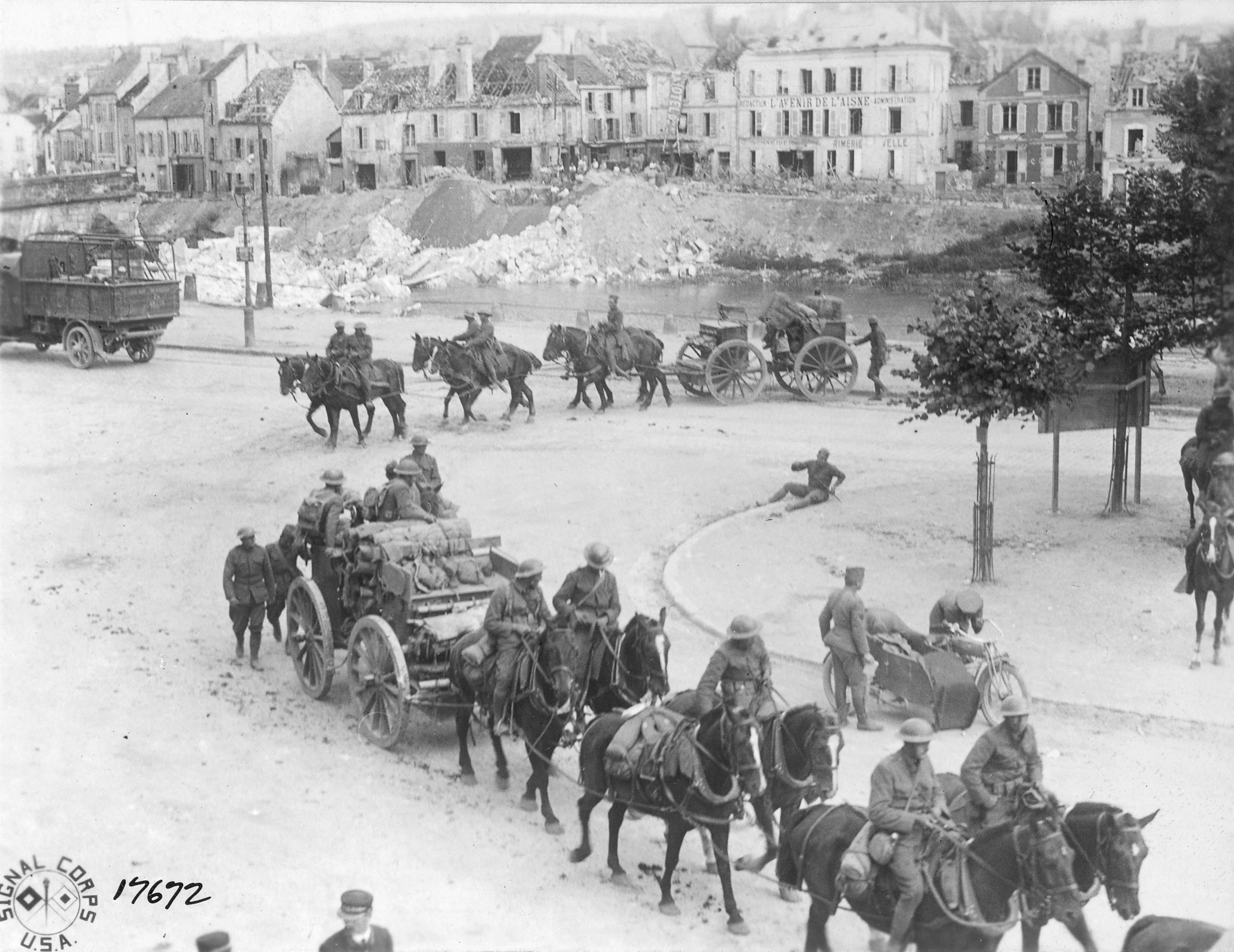
Les chevaux de l'U.S Field artillery durant la bataille de Château-Thierry, en 1918.

Un cheval d'artillerie est un cheval destiné à la traction de matériel d'artillerie en attelage, notamment de canons. 

## Histoire
Depuis son invention et jusqu'à la motorisation du XXe siècle, l'artillerie a toujours été hippomobile, tout comme la cavalerie et le train. De la fin du XIXe siècle aux années 1930 en France, les chevaux permettent notamment le déplacement des canons de 75. 
La taille des attelages les rendait souvent vulnérables aux tirs d'artillerie ennemis.

## Le cheval d'artillerie en France
Pendant la Première Guerre mondiale, une commission de classement visite les chevaux propres à être réquisitionnés et leur choisit une affectation. Les animaux destinés à l'artillerie ne correspondent pas toujours au type recherché, un dressage de plusieurs mois est souvent nécessaire pour les habituer aux conditions de la guerre. Ces animaux doivent être rustiques, pouvoir soutenir des étapes de 40 km, rester attelés plusieurs jours de suite et traverser les terrains difficiles sans se rebeller. 
Les chevaux les plus recherchés pour l’artillerie de campagne sont à deux fins, et d’une taille comprise entre 1,48 et 1,52 mètre pour un poids d’environ 450 kg.